# علي بن ناجي بن بريك
علي بن ناجي بن علي بن ناجي بن عمر بن بريك (القحوم) (1193-1220هـ) هو أحد أمراء إمارة آل بريك، التي قامت في حضرموت شرق اليمن.